# ماری توروچیک
ماری توروچیک (به مجاری: Törőcsik Mari) (زادهٔ ۲۳ نوامبر ۱۹۳۵ – درگذشتهٔ ۱۶ آوریل ۲۰۲۱) هنرپیشه اهل مجارستان بود. از فیلم‌هایی که در آن نقش داشته می‌توان به عشق من، الکترا، عشق، چتر سنت پیتر و پسران خیابان پال اشاره کرد. او در سال ۱۹۷۶ برای بازی در فیلم خانم دری کجا هستی؟، جایزه بهترین بازیگر زن جشنواره فیلم کن را دریافت کرد. توروچیک همچنین دارندهٔ دو جایزه کشوت بود.